# Patricia Garduño Morales
Patricia Garduño Morales (Ciudad de México, 25 de noviembre de 1960) es una política mexicana, miembro del Partido Acción Nacional (PAN). Ha sido en tres ocasiones diputada federal y en dos a los órganos legislativos de la Ciudad de México.

## Biografía
Es licenciada en Derecho egresada de la Universidad Nacional Autónoma de México, ha ejercido como docente en diversas instituciones educativas privadas, como el Colegio francés Juana de Arco, la escuela normal del colegio francés Pasteur, el colegio Del Tepeyac y el instituto La Alianza. Es miembro del PAN desde 1979.
Inició su actividad política en 1985, cuando fue dirigente distrital del PAN y diputada federal suplente a la LIII Legislatura, sin que llegara a asumir el cargo. 
De 1988 a 1991 fue por primera ocasión diputada federal, siendo elegida a la LIV Legislatura por el Distrito 11 del Distrito Federal. Al término de dicho cargo, de 1991 a 1994 fue integrante de la Segunda Asamblea de Representantes del Distrito Federal por representación proporcional; en ella, fue presidenta de la Mesa Directiva; presidenta de la Comisión de Gobierno; y, coordinadora de la fracción parlamentaria del PAN.
De 1994 a 1997 fue por segunda ocasión diputada federal, elegida en esta ocasión por representación proporcional a la LVI Legislatura.
Paralelamente a estos cargos legisltivos, fue directora de desarrollo y fortalecimiento municipal del comité ejecutivo nacional del PAN de 1990 a 2000, secretaria general adjunta del comité regional en el Distrito Federal de 1993 a 1996, mismo órgano en el que fue secretaria de Comunicación en 1996 y secretaria de Estudios en 1997.
De 2000 a 2003 fue diputada a la II Legislatura de la Asamblea Legislativa del Distrito Federal nuevamente por representación proporcional; y, por el mismo principio de elección, de 2003 a 2006 por tercera ocasión diputada federal, esta vez a la LIX Legislatura. En esta última, fue secretaria de la comisión de Seguridad Pública; e integrante de las comisiones; Bicamaral de Políticas Vinculadas con Seguridad Nacional; del Distrito Federal; de Gobernación; y, de Investigación (Construcciones) encargada de revisar la legalidad de los contratos de obra pública otorgados por organismos descentralizados y empresas de participación estatal mayoritaria a la empresa Construcciones Prácticas, S.A. de C.V. Solcitó y obtuvo licencia al cargo el 27 de abril de 2006.